# Боймія
Бо́ймія (мак. Бојмија) — історико-географічна область у південній частині Вардарської Македонії і північної частини Егейської Македонії (Греція).
Боймія охоплює долину річки Вардар біля міст Валандово і Ґевґелія в Північній Македонії і міст Аксіуполь і Ґуменісса Греції.